# Muntele Nebo
Muntele Nebo (în arabă جَبَل نِيبُو Jabal Nibu, în ebraică הַר נבוֹ, transliterat: Har Nevo) este o culme situată în Iordania, de aproximativ 710 m deasupra nivelului mării. Parte a lanțului muntos Abarim, Muntele Nebo este menționat în Biblie ca fiind locul în care Moise a primit o vedere asupra Țării Făgăduinței înainte de moartea sa. Priveliștea de pe vârf oferă o panoramă a Cisiordaniei peste valea râului Iordan. Orașul Ierihon este de obicei vizibil de pe vârf, la fel ca și Ierusalimul într-o zi foarte senină. Orașul biblic Nebo, acum cunoscut sub numele de Khirbet al-Mukhayyat, este situat la 3,5 km distanță.

## Semnificație religioasă

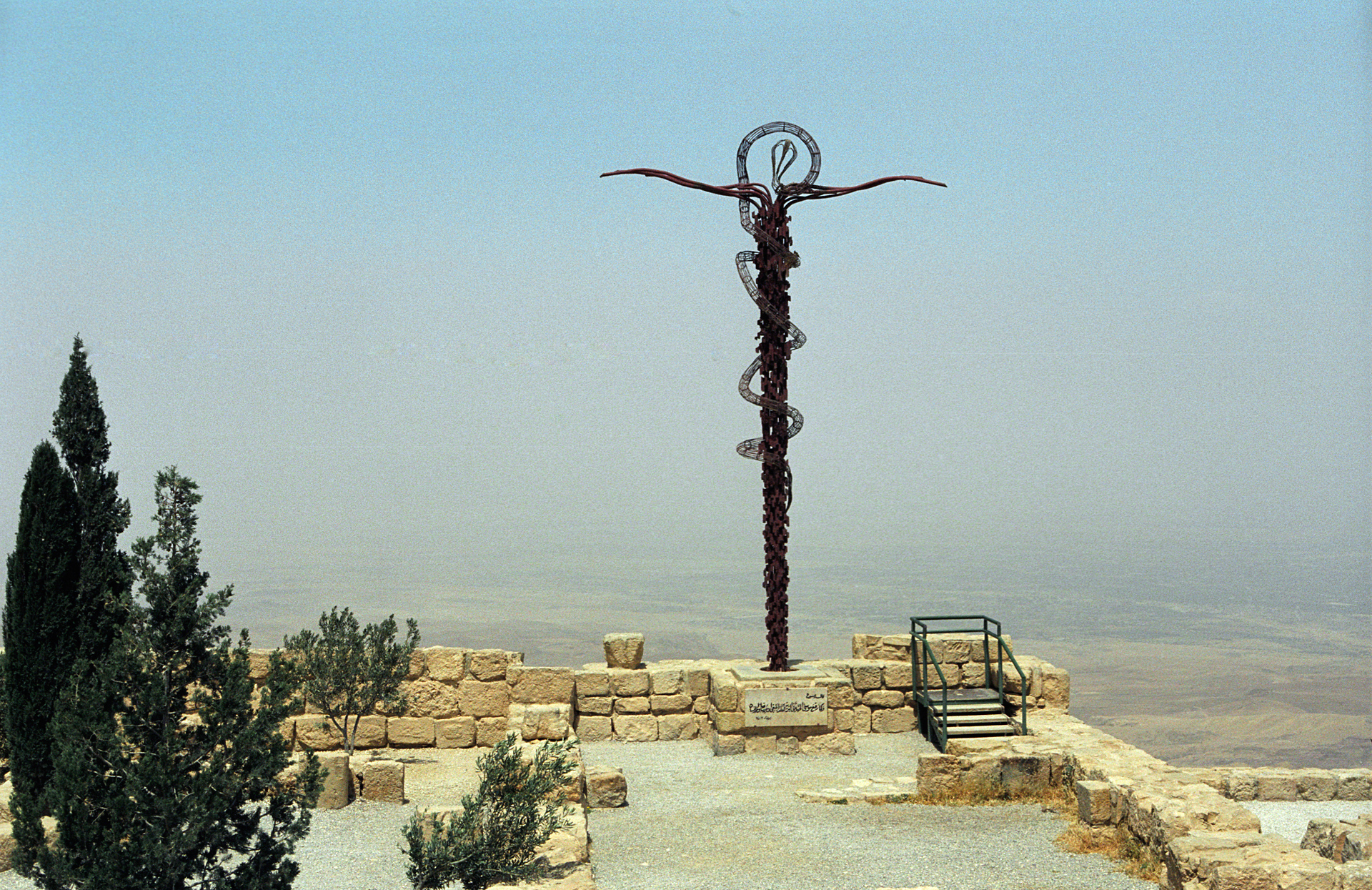
Sculptura șarpelui de aramă și vedere spre Țara Promisă-Marea Moartă și Ierusalim

Potrivit (Deuteronomului), Moise s-a înălțat pe muntele Nebo, în țara Moabului (astăzi în Iordania), și de acolo a văzut Țara Canaanului (Pământul Făgăduinței), spre care îi condusese pe israeliți și în care Dumnezeu îi spusese că nu va intra. Moise a murit atunci acolo la vârsta de 120 de ani. Conform Bibliei (Deuteronomul 34:6), mormântul lui Moise este necunoscut. 
Un monument de pe muntele Nebo comemorează moartea lui Moise după ce a văzut Țara Canaanului, peste valea Iordanului. Un mormânt pretins al lui Moise este situat la Maqam El-Nabi Musa, în Cisiordania, 11 km la sud de Ierihon și 20 de km la est de Ierusalim.
Muntele Nebo este apoi menționat din nou în Biblie în (Cartea a doua a Macabeilor 2:4–7), când profetul Ieremia a ascuns cortul și Chivotul Legământului într-o peșteră de acolo.
O biserică creștină din vremea bizantină se află în vârful Muntelui Nebo.
La 20 martie 2000, Papa Ioan Paul al II-lea a vizitat vârful Muntelui Nebo în timpul pelerinajului său în Țara Sfântă. În timpul vizitei sale, el a plantat un măslin lângă capela bizantină, ca simbol al păcii. Papa Benedict al XVI-lea a vizitat situl în 2009, a ținut un discurs și a privit din vârful muntelui în direcția Ierusalimului.
O sculptură în formă de cruce încrucișată de pe muntele Nebo a fost creată de artistul italian Giovanni Fantoni. Este un simbol al miracolului șarpelui de aramă invocat de Moise în pustiu (Numerii 21:4–9) și crucea pe care Isus a fost răstignit (Ioan 3:14).

## Arheologie

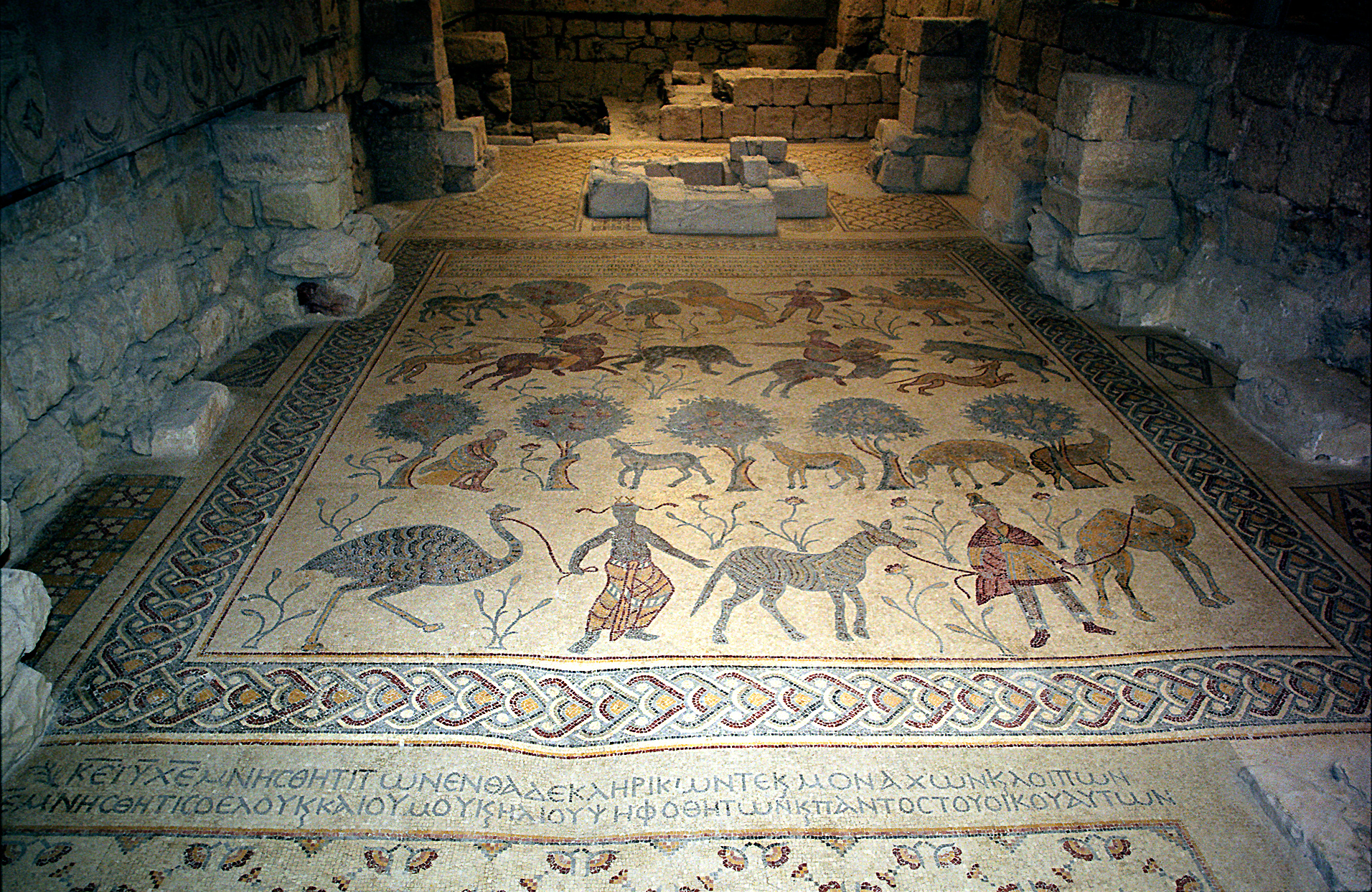
Pardoseală mozaică în diaconicon-baptisteri

Explorarea sistematică începută de Sylvester J. Saller O.F.M. a fost continuată în 1933 de către Ieronim Mihaic de la Studium Biblicum Franciscanum. Pe cel mai înalt punct al muntelui, Syagha, rămășițele unei biserici bizantineși mănăstirea au fost descoperite în 1933.Biserica a fost construită pentru prima dată în a doua jumătate a secolului al IV-lea pentru a comemora locul morții lui Moise. Designul bisericii urmează un model tipic basilicat . A fost extinsă la sfârșitul secolului al V-lea d.Hr. și reconstruită în anul 597 d.Hr. Biserica este menționată pentru prima dată într-o relatare a unui pelerinaj făcut de o doamnă  Aetheria în anul 394 d.Hr. Șase morminte au fost găsite scobite din stânca naturală de sub podeaua acoperită cu mozaic a bisericii.
Bellarmino Bagatti care a lucrat pe șantier în 1935 și Virgilio Canio Corbo au excavat mai târziu interiorul bazilicii.

## Istoria memorialului modern al lui Moise
Biserica antică, destinație de pelerinaj incă din secolul al IV-lea, a fost excavată intre anii 1933 și 1938 de către Silvestru Saller, aducând la lumină bazilica cu capelele sale si anexele maănăstirii. Mozaicurile rafinate au fost apoi acoperite din nou cu sol pentru protecție. În 1963, custodia Țării Sfinte a decis restaurarea pardoselilor din mozaic, iar Virgilio Corbo a fost pus în fruntea proiectului. Un adăpost metalic proiectat la Oxford a fost ridicat deasupra ruinelor, dar lucrările au fost întrerupte de războiul arabo-israelian din 1967. Lucrările reînnoite au urmat între 1976-1984, când un nou mozaic a fost descoperit în diaconicon-baptisteriu. Până în 1984 s-au finalizat lucrările de consolidare, iar ca urmare bazilica a putut fi folosită atât în scop liturgic, cât și pentru afișarea mozaicurilor restaurate, fie in situ, fie montate pe pereți. După planurile reînnoite elaborate în 1989 și studiile geologice și evaluările structurilor antice și moderne făcute un deceniu mai târziu, un nou adăpost, practic o bazilică completă a fost construită peste vechea biserică între decembrie 2007 și ziua redeschiderii la 15 octombrie 2016. Nici măcar moartea subită a lui Michelle Piccirillo, o figură cheie a proiectului, în octombrie 2008, nu a dus la o întrerupere a lucrărilor.

## Mozaicuri expuse
În prezbiteriul capelei moderne, construit pentru a proteja situl și a oferi spațiu de cult, pot fi văzute rămășițe de pardoseli mozaicate din diferite perioade. Cea mai veche dintre acestea este un panou cu o  cruce împletită în prezent plasat pe capătul de est al peretelui de sud.

## Galerie

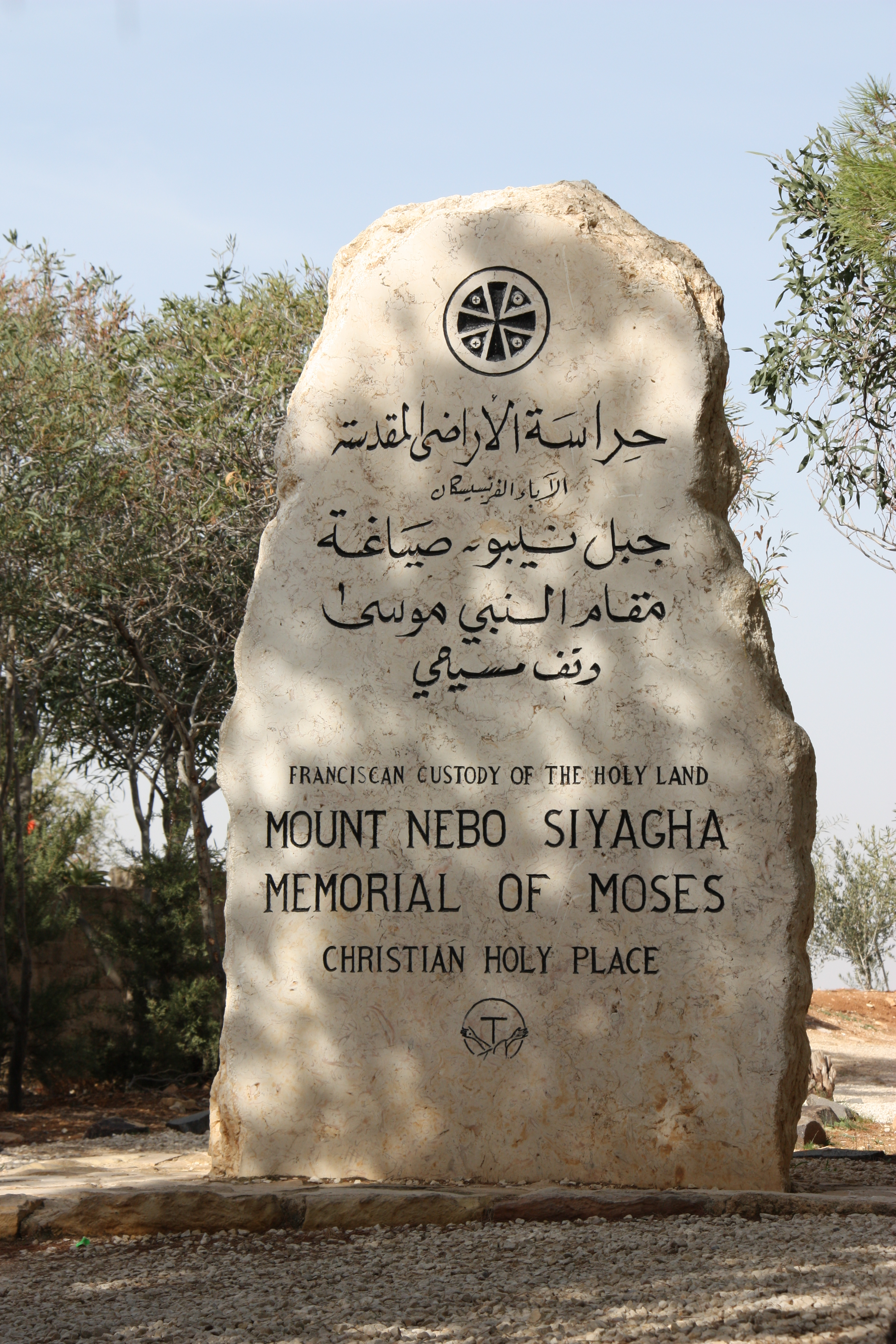
Marcaj de piatră la intrare
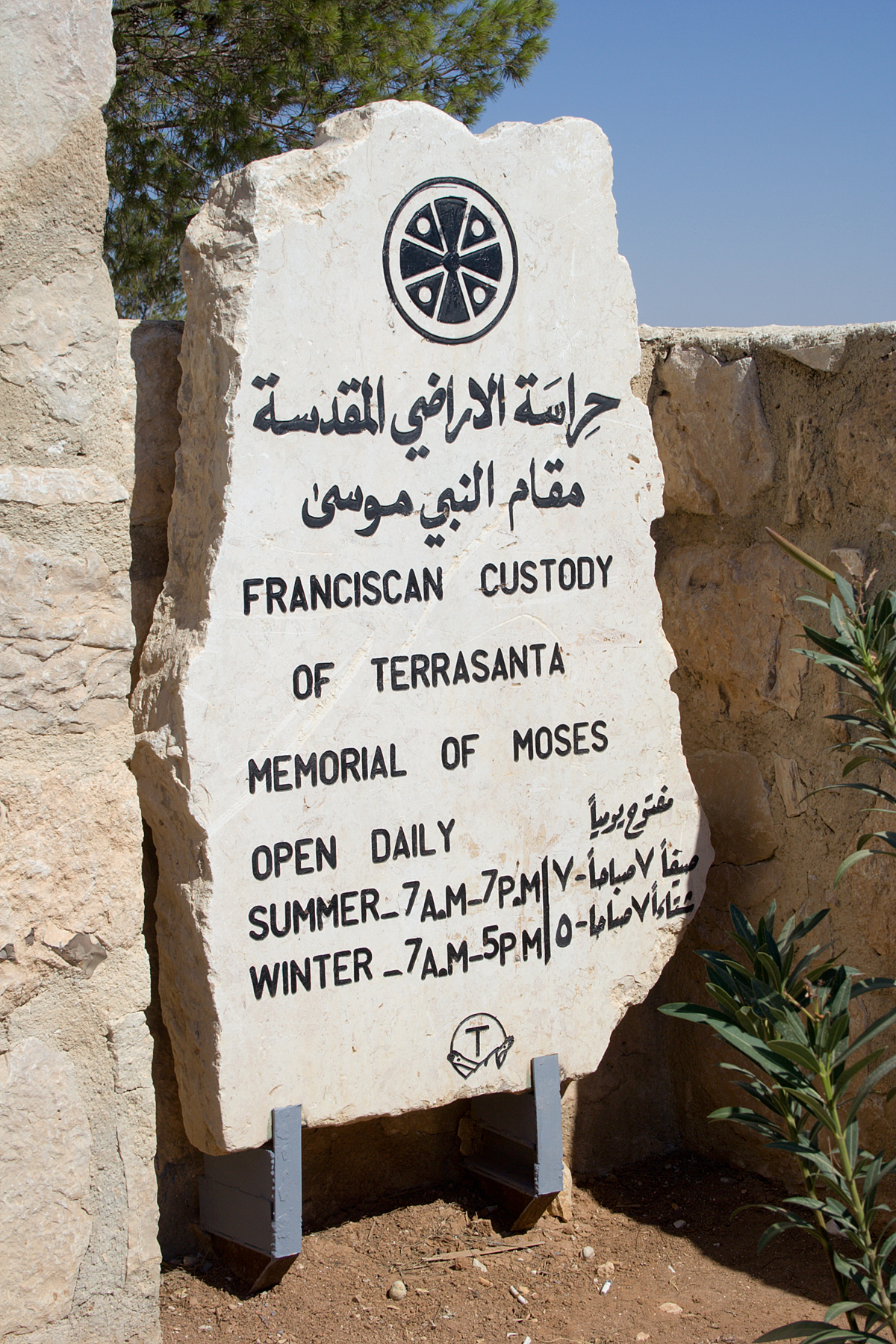
Marcaj de piatră lângă clădire
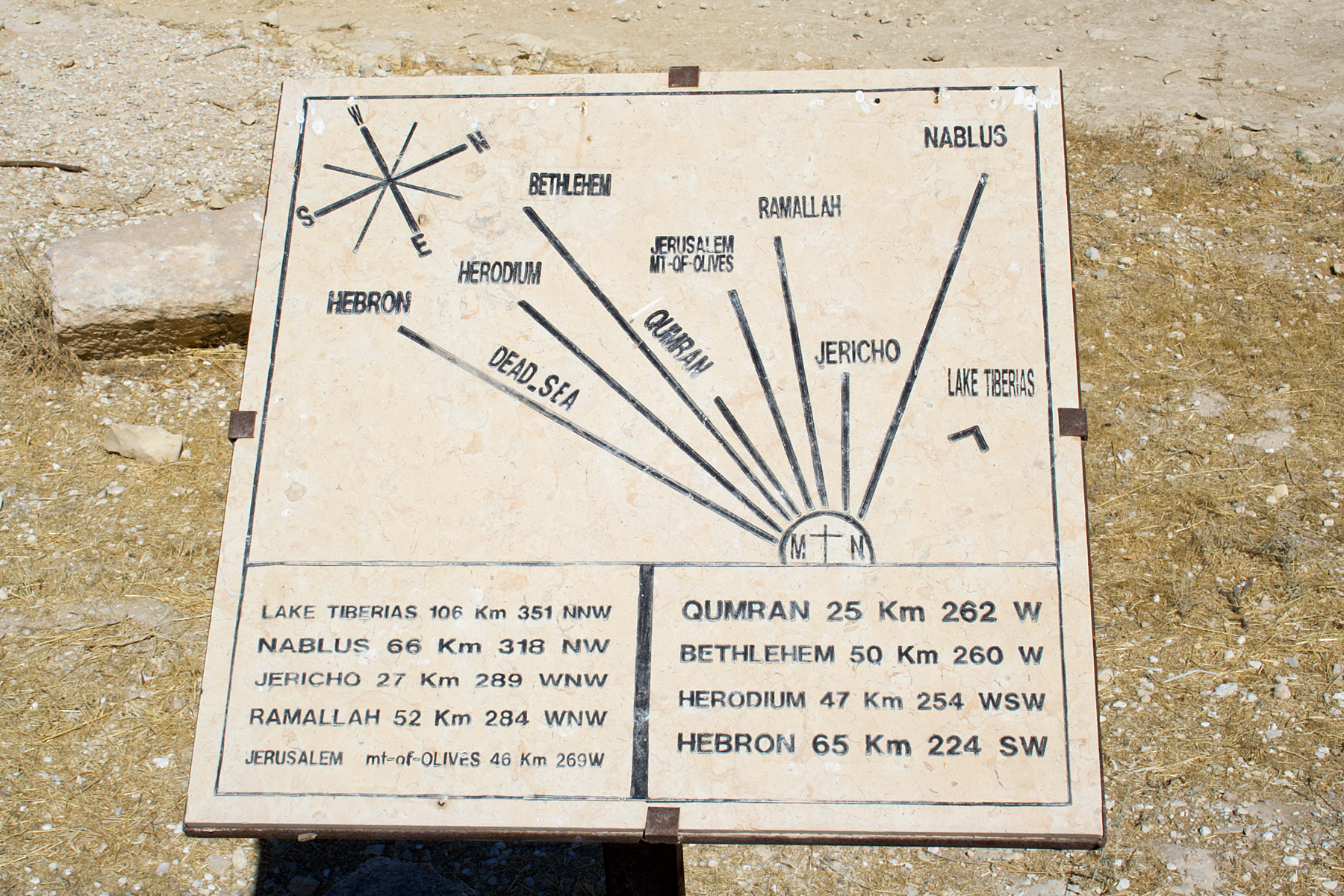
Placă care arată distanța de la Muntele Nebo la diferite locații
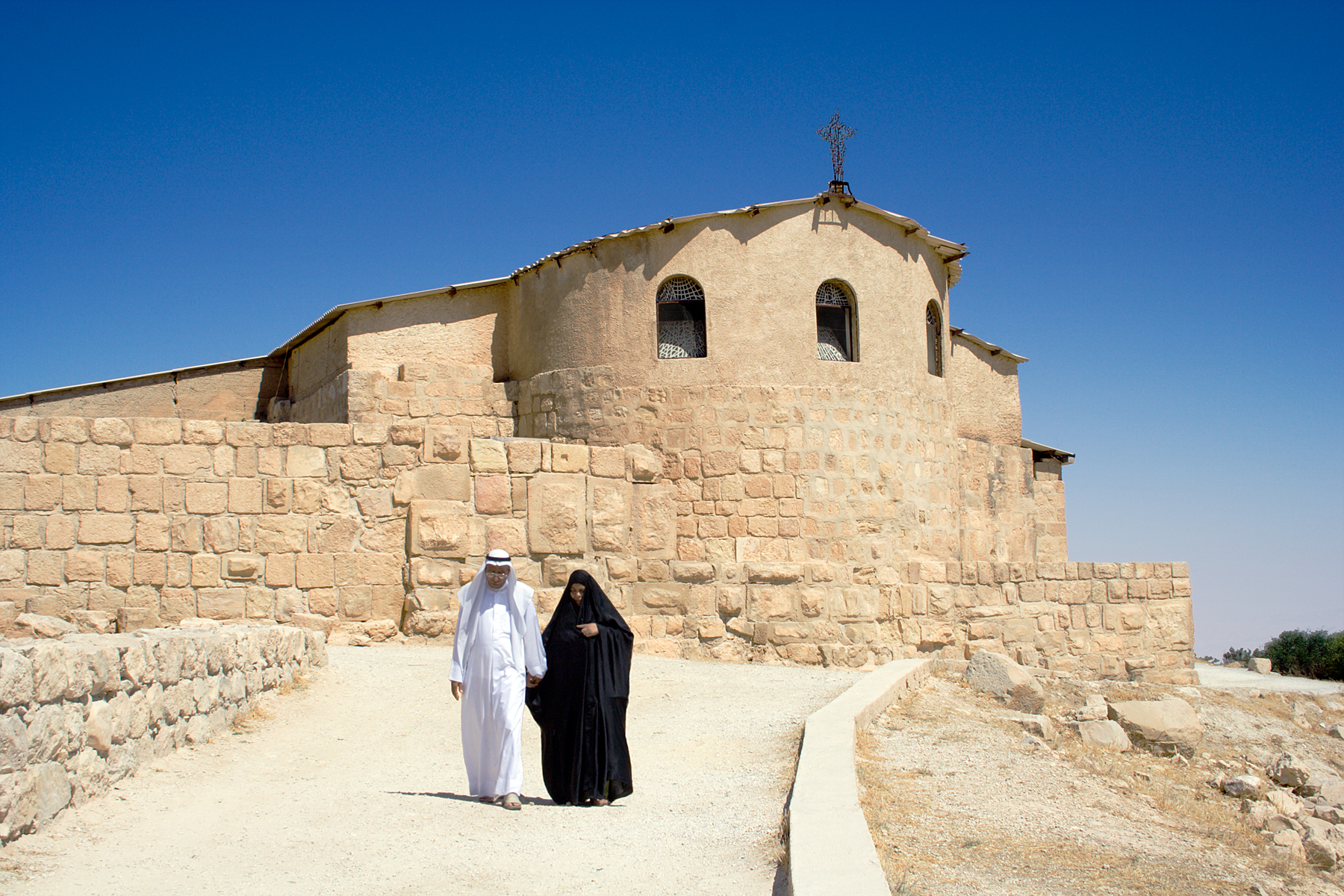
Structura veche (pre-2017) care protejează rămășițele bisericii excavate
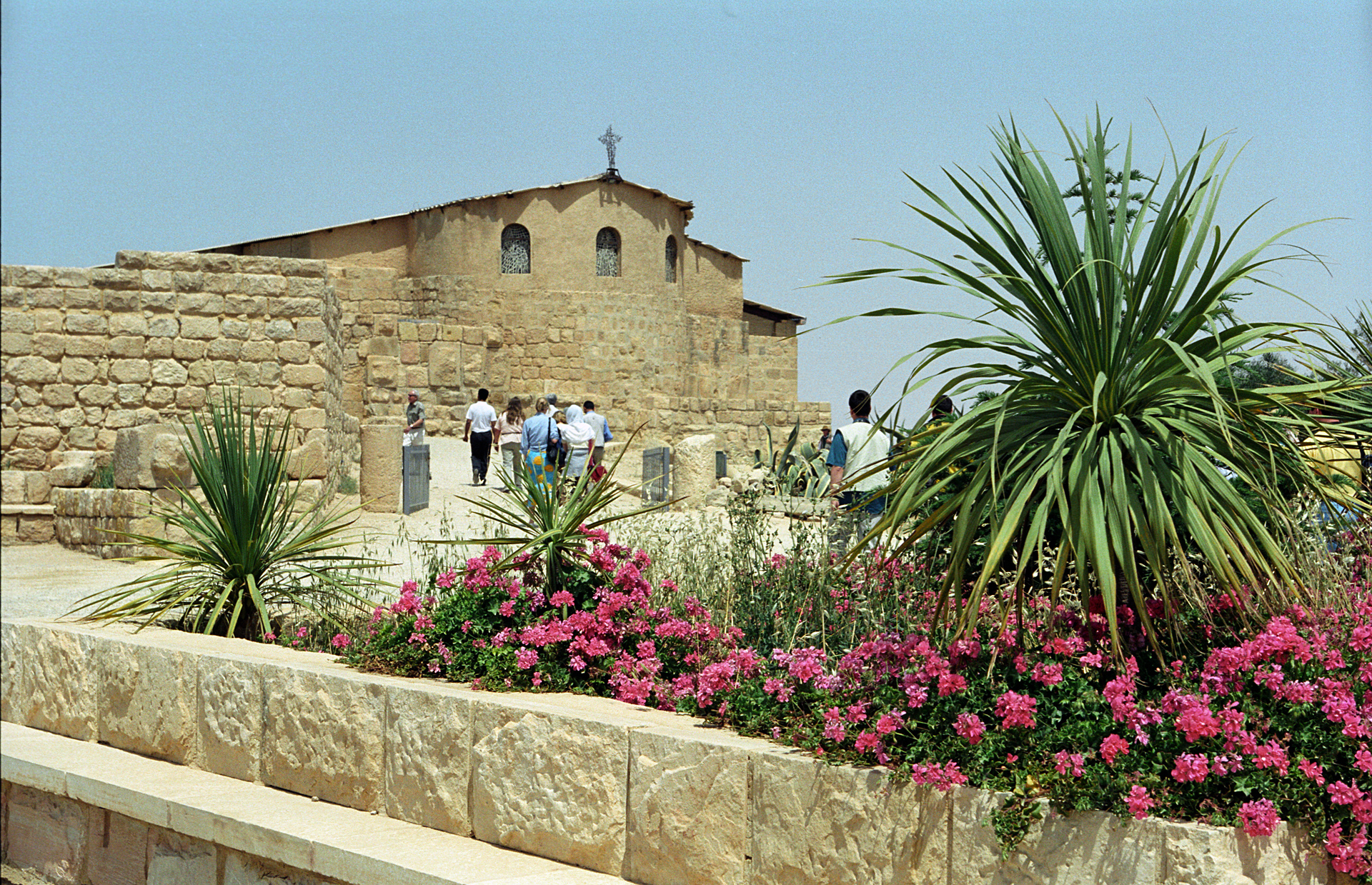
Structură veche (înainte de 2017)
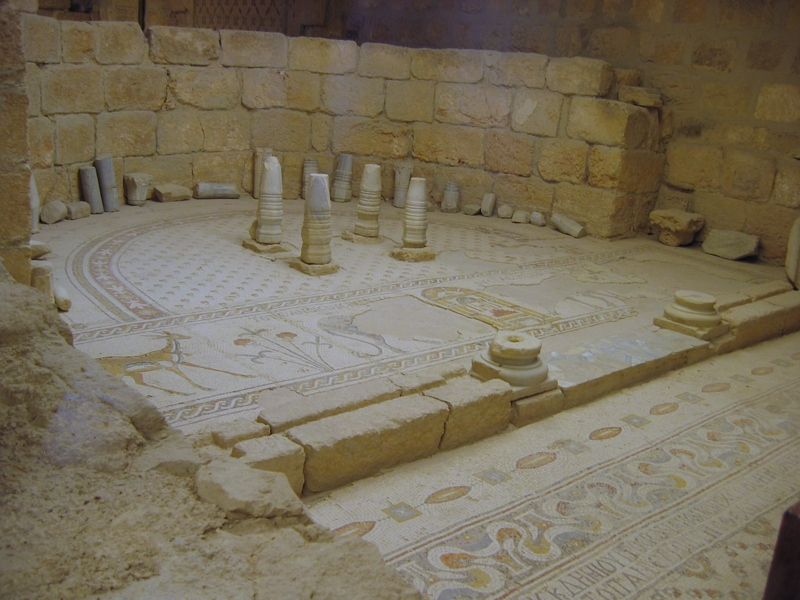
Capela Theotokos: absidă cu altar și mozaic
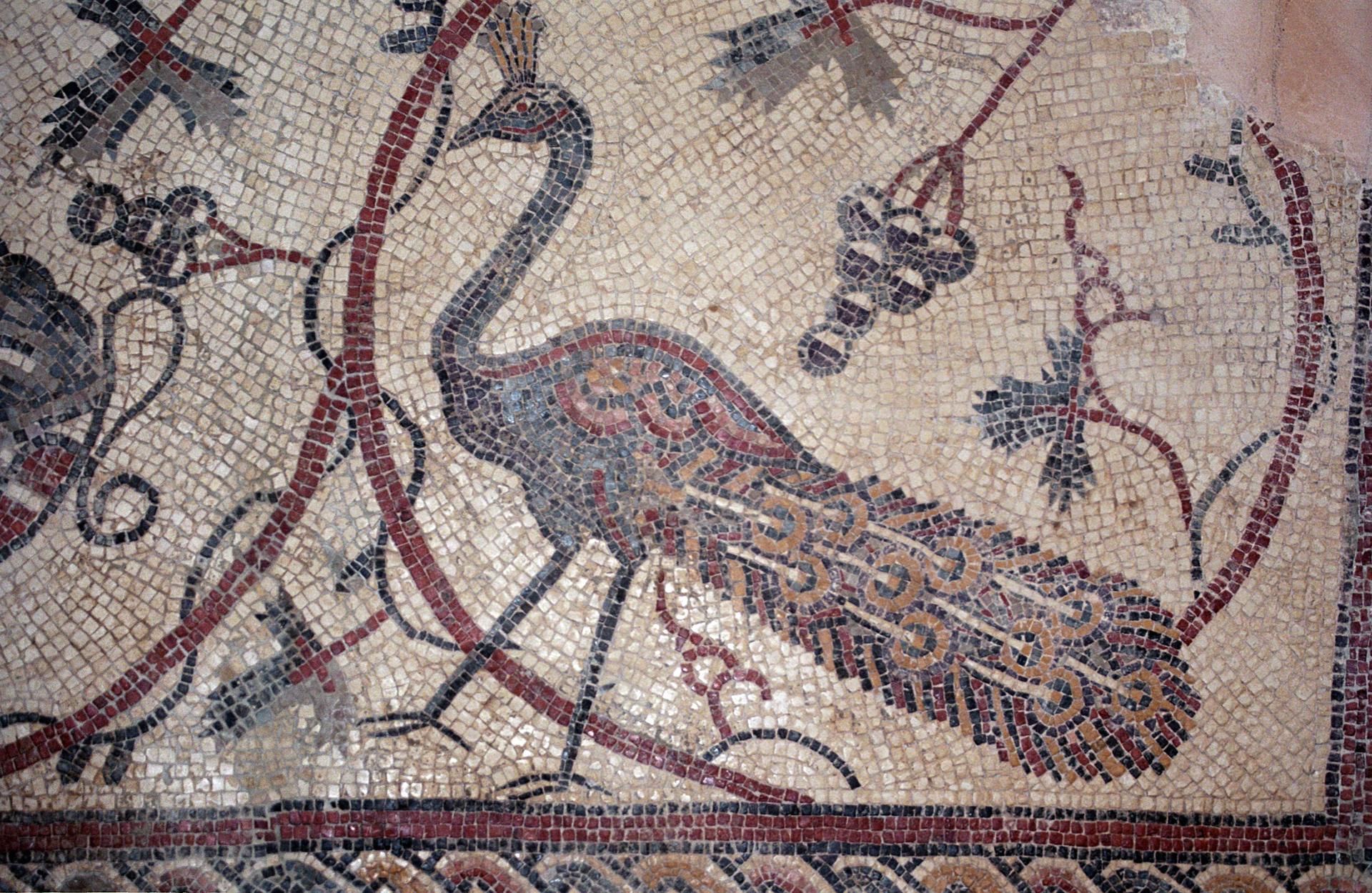
Mozaic: păun
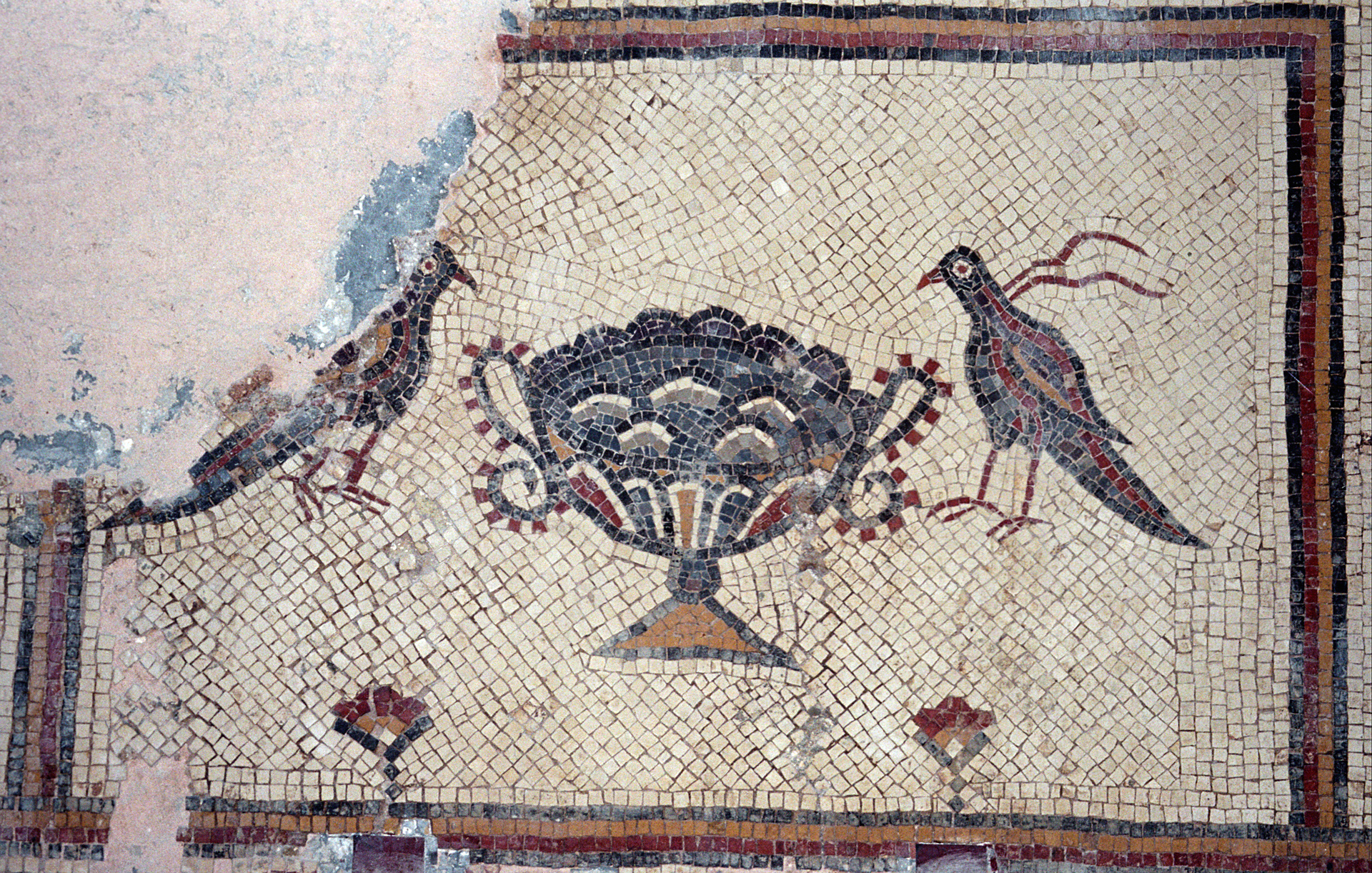
Mozaic: pereche de păsări
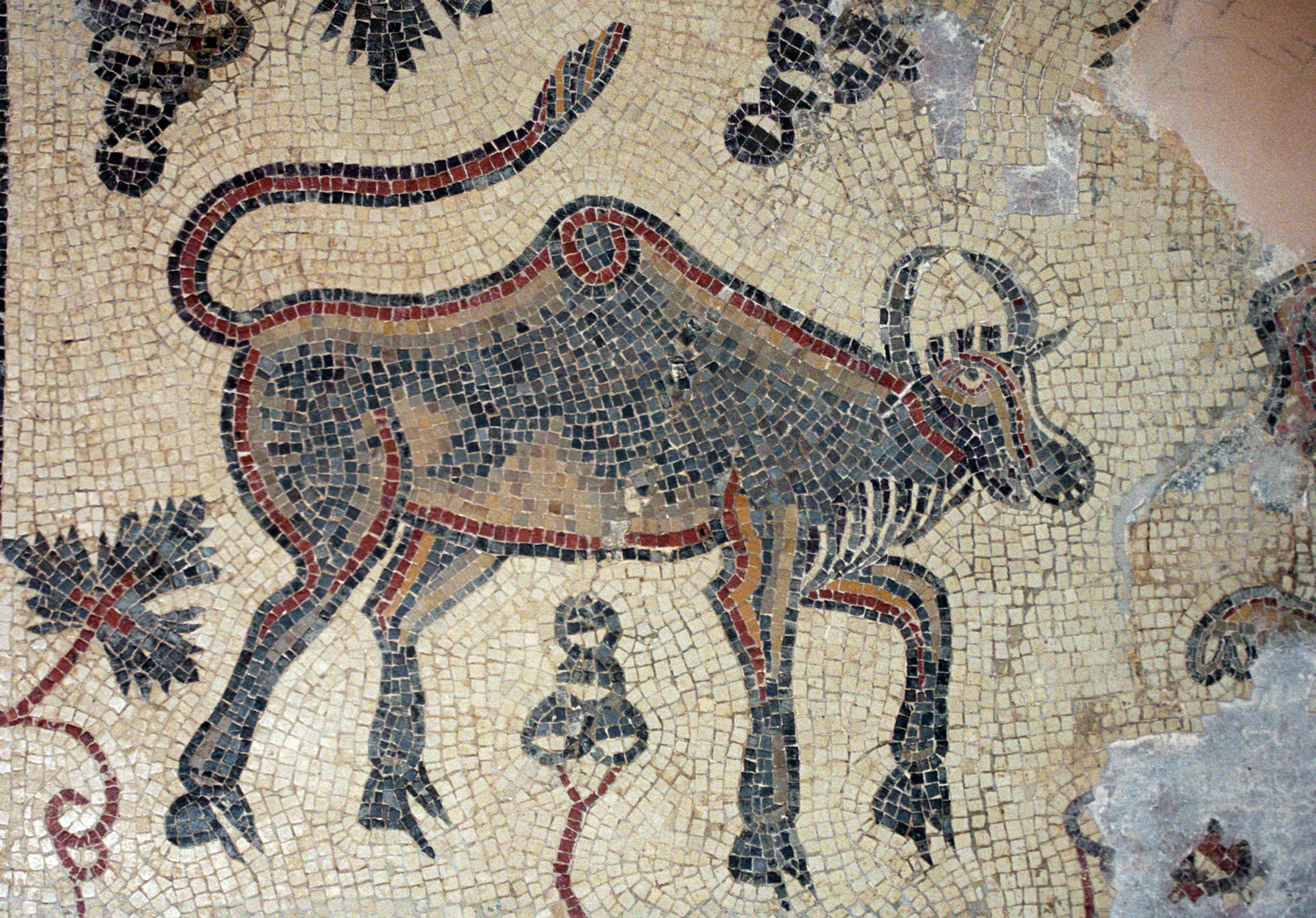
Mozaic: zebu (bou humped)
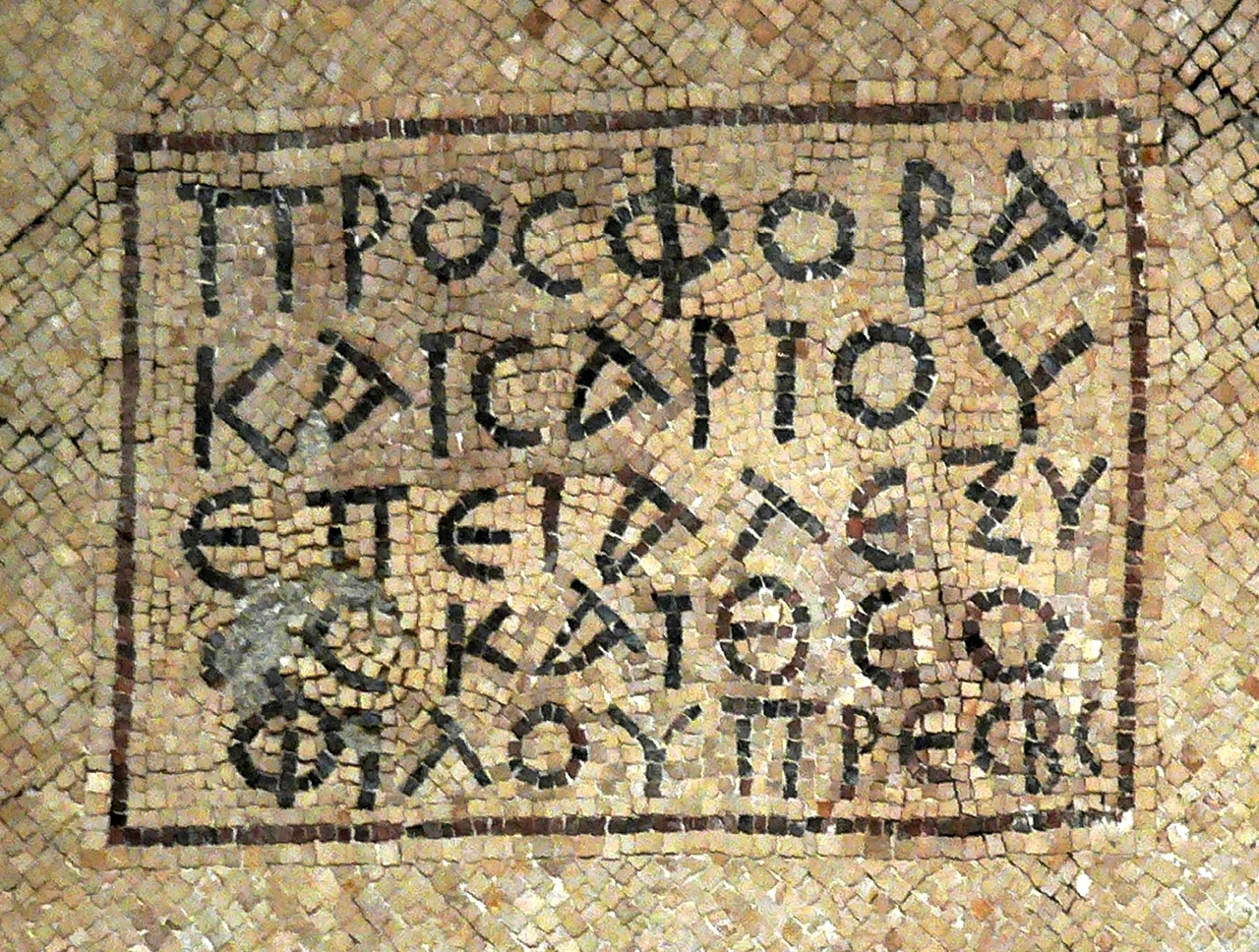
Inscripție mozaică („Ofranda cezariei, pe vremea lui Alexios și a preoților teofili”)
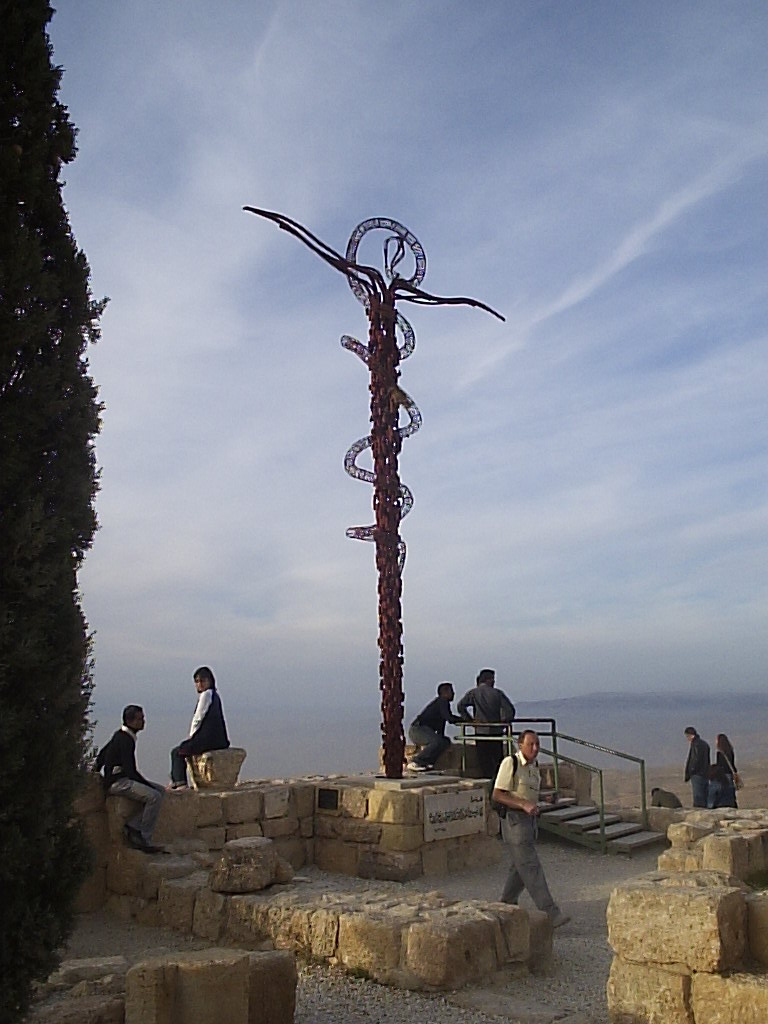
Sculptura Șarpelui Înlănţuit, Muntele Nebo.
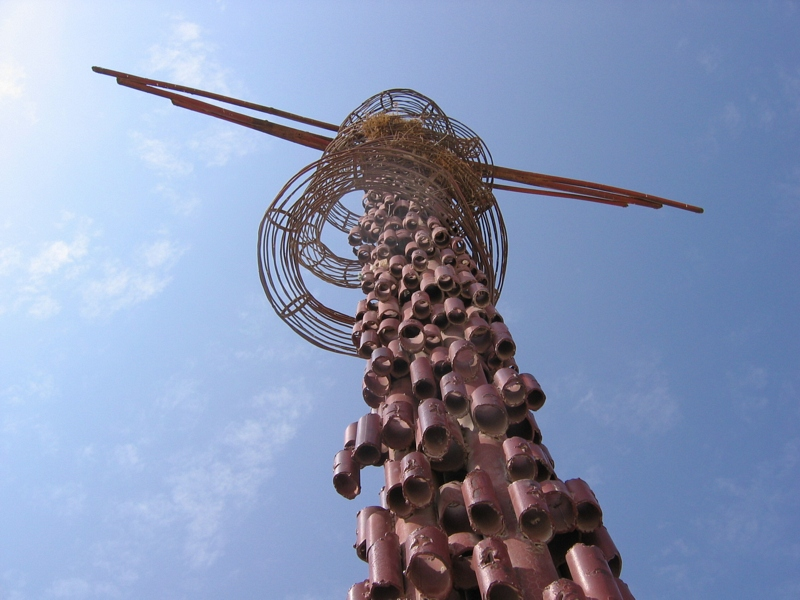
Detaliu al statuii șarpelui de aramă
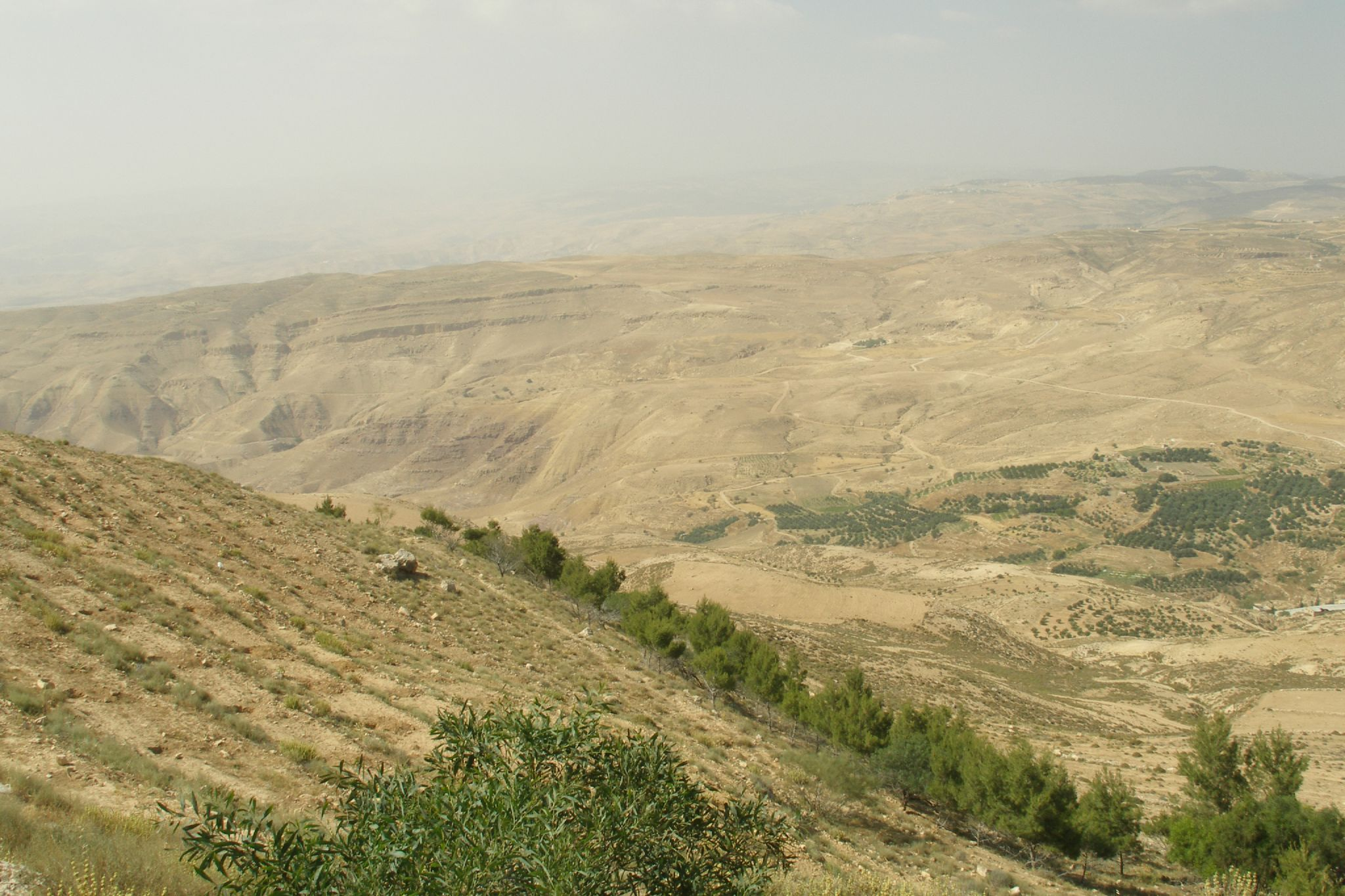
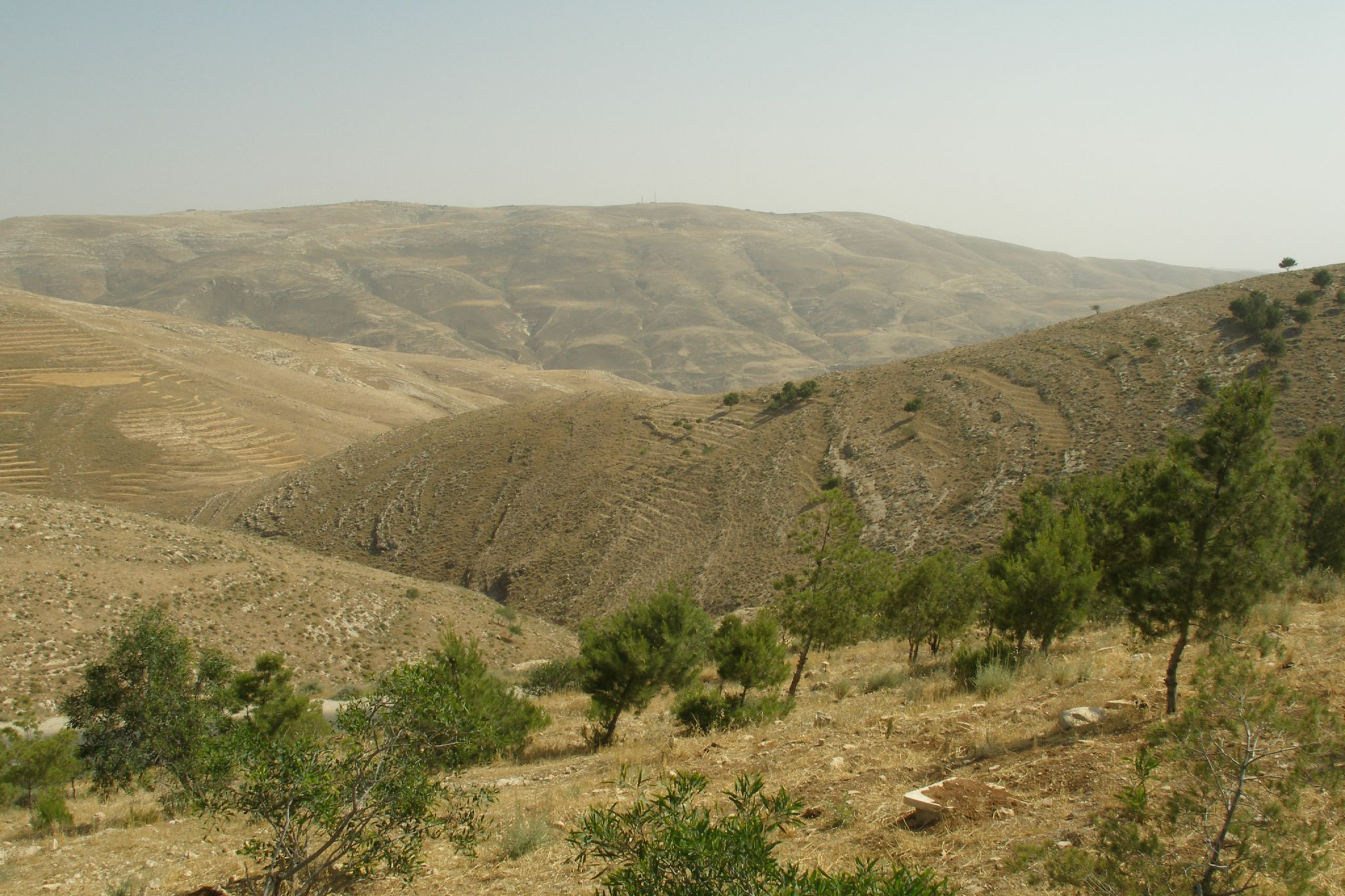